# Lemuria szarogłowa
Lemuria szarogłowa (Eulemur cinereiceps) – gatunek średniej wielkości ssaka naczelnego z rodziny lemurowatych (Lemuridae). Występuje endemicznie w południowo-wschodniej części Madagaskaru. Jest krytycznie zagrożony wyginięciem.

## Taksonomia
Gatunek po raz pierwszy zgodnie z zasadami nazewnictwa binominalnego opisali w 1890 roku francuscy zoolodzy Alfred Grandidier i Alphonse Milne-Edwards jako podgatunek lemurii manguściej i nadając mu nazwę Lemur mongoz var. cinereiceps. Miejsce typowe to prawdopodobnie Farafangana, w przybrzeżnym południowo-wschodnim Madagaskarze. Okaz typowy (lektotyp) wyznaczony przez Ernsta Schwarza to zamontowana skóra z czaszką w jej wnętrzu dorosłej samicy (sygnatura MNHN-ZM-MO-1882-1515) ze zbiorów Muzeum Historii Naturalnej w Paryżu; okaz zebrany 17 września 1881 roku przez Jeana Lantza.
Przed rewizją taksonomiczną z 2008 znany jako Eulemur albocollaris, nazwa E. cinereiceps jest powszechnie stosowana dla brązowych lemurów z części południowo-wschodniej Madagaskaru. Strefa występowania mieszańców z E. rufifrons jest widoczna w obszarze rzeki Lantara (źródło Manampatany) w pobliżu Parku Narodowego Andringitra. Chociaż zewnętrznie bardzo podobne, analizy genetyczne potwierdzają pełny status gatunkowy E. cinereiceps i E. collaris, podobnie jak badania terenowe w widocznych strefach występowania mieszańców E. rufifrons i E. cinereiceps. 
Autorzy Illustrated Checklist of the Mammals of the World uznają ten takson za gatunek monotypowy.

### Etymologia
- Eulemur: gr. ευ eu „typowy, dobry, prawdziwy”; rodzaj Lemur Linnaeus, 1758 (lemur)[11].
- cinereiceps: łac. cinereus „koloru popiołu”, od cinis, cineris „popioły, prochy”; -ceps „-głowy”, od caput, capitis „głowa”[12].

## Zasięg występowania
Lemuria szarogłowa występuje w południowo-wschodnim Madagaskarze w cienkim pasie lasu od nieco powyżej rzeki Manampatrana na południe do rzeki Mananara, z niewielką odosobnioną populacją w Manombo i Agnalazaha na wybrzeżu na południe od Farafangany.

## Morfologia
Długość ciała (bez ogona) 39–40 cm, długość ogona 50–55 cm; masa ciała 2 kg. 

## Status zagrożenia i ochrona
W 2005 dzięki obrazom satelitarnym ustalono, że pozostaje mu 700 km² siedliska w jego zasięgu występowania. Znaczne zagrożenie stanowi dla niego utrata siedliska naturalnego. Gatunek zaliczono nawet do 25 najbardziej zagrożonych naczelnych świata w latach 2006–2008 i 2008–2010. Międzynarodowa Unia Ochrony Przyrody (IUCN) w 2014 roku przyznała mu status gatunku krytycznie zagrożonego wyginięciem, uzasadniając to gwałtownym spadkiem liczebności i bardzo ograniczonym zasięgiem występowania.